# Tytani (film 2000)
Tytani (ang. tytuł Remember the Titans) – amerykański film biograficzny z 2000 roku w reżyserii Boaz Yakin. Scenariusz opracował Gregory Allen Howard. Światowa premiera odbyła się 23 września 2000 roku, a w Polsce 30 marca 2001 r. W rolach głównych wystąpili Denzel Washington, Will Patton, Donald Faison, Nicole Ari Parker oraz Wood Harris. Film powstał na podstawie historii afroamerykańskiego trenera Hermana Boone'a, który w latach 70. XX wieku prowadził drużynę footballową w publicznej szkole T. C. Williams High School. Zagrał go Denzel Washington. Muzykę do filmu skomponował Trevor Rabin.
Obraz zdobył nagrodę Czarna Szpula w kategorii "Najlepszy aktor kinowy" Denzel Washington.
Do filmu Tytani została wydana ścieżka dźwiękowa pt. Remember the Titans: An Original Walt Disney Motion Picture Soundtrack, która ukazała się 19 września 2000 roku. Wydawnictwo ukazało się nakładem wytwórni Walt Disney.

## Fabuła
Miejscem akcji jest publiczna szkoła T. C. Williams High School, gdzie w latach 70. XX wieku, trenerem drużyny footballowej zostaje czarnoskóry Herman Boone (Denzel Washington). Nie wszystkim ta sytuacja się podoba. Wybucha konflikt na tle rasowym.

## Obsada
- Denzel Washington jako trener Herman Boone
- Will Patton jako trener Bill Yoast
- Wood Harris jako Julius Campbell
- Ryan Hurst jako Gerry Bertier
- Donald Faison jako Petey Jones
- Ethan Suplee jako Louie Lastik
- Kip Pardue jako Ronnie "Sunshine" Bass
- Craig Kirkwood jako Jerry "Rev" Harris
- Nicole Ari Parker jako Carole Boone, żona Hermana Boone'a
- Krysten Leigh Jones jako Nicky Boone, córka Hermana Boone'a
- Hayden Panettiere jako Sheryl Yoast
- Kate Bosworth jako Emma Hoyt
- Earl C. Poitier jako Darryl "Blue" Stanton
- Ryan Gosling jako Alan Bosley
- Gregory Alan Williams jako trener Paul "Doc" Hines
- Brett Rice jako trener Herb Tyrell
- Burgess Jenkins jako Ray Budds